# Sjtsjoekinskaja
Sjtsjoekinskaja (Russisch: Щукинская uitspraakⓘ) is een station aan de Tagansko-Krasnopresnenskaja-lijn van de Moskouse metro.

## Geschiedenis
Sjtsjoekinskaja is het 100e station van het Moskouse metronet en werd op 28 december 1975 geopend als onderdeel van het noordelijkste deeltraject van de Tagansko-Krasnopresnenskaja-lijn. In 1971 lag er een plan voor een zijlijn naar Strogino die niet werd gebouwd en in 1985 helemaal werd geschrapt. Hierdoor groeide het stationsplein aan de noordzijde uit tot een groot ov-knooppunt omdat het voor de inwoners van het 3,5 km westelijker gelegen Strogino het dichtstbijzijnde metrostation was. Hoewel metrostation Strogino in 2008 alsnog werd geopend als onderdeel van lijn 3, verbinden nog steeds diverse tram- en buslijnen Strogino met Sjtsjoekinskaja. De in de jaren 70 geplande wijk Vokolamskaja ten westen van Sjtsjoekinskaja aan de andere kant van het Moskou-kanaal werd evenmin aangelegd. Het metrostation voor de wijk werd in ruwbouw gebouwd maar niet geopend, zodat de metro's bijna veertig jaar direct van en naar Toesjinskaja reden. Uiteindelijk werd op de plaats van de beoogde woonwijk het nieuwe stadion van Spartak Moskou gebouwd en werd dat station op 27 augustus 2014 alsnog geopend onder de naam Spartak. In 1991 werd voorgesteld om het station om te dopen in Sjtsjoekino naar de wijk waar het station ligt.

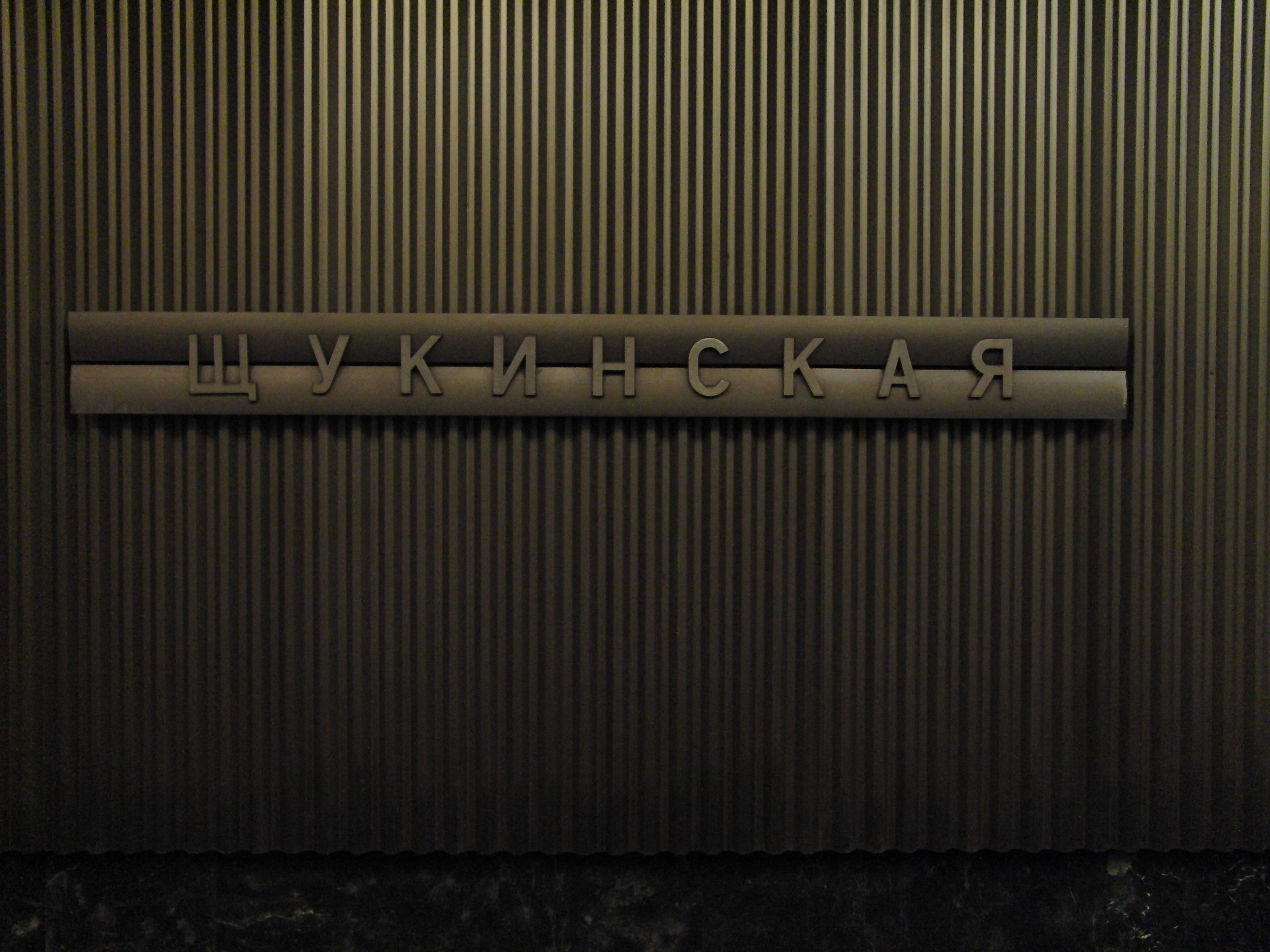
De stationsnaam op de tunnelwand
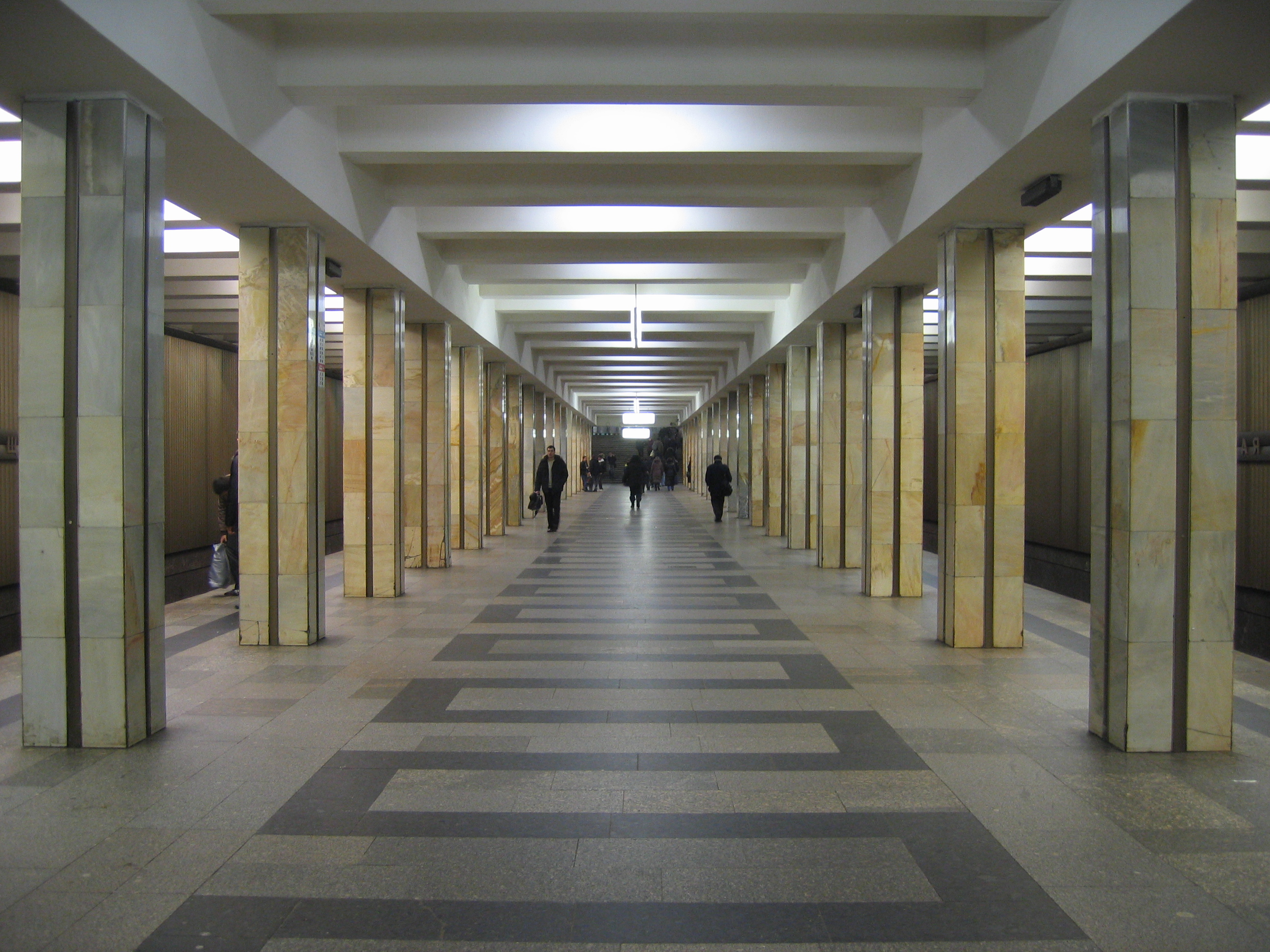
De duizendpoot
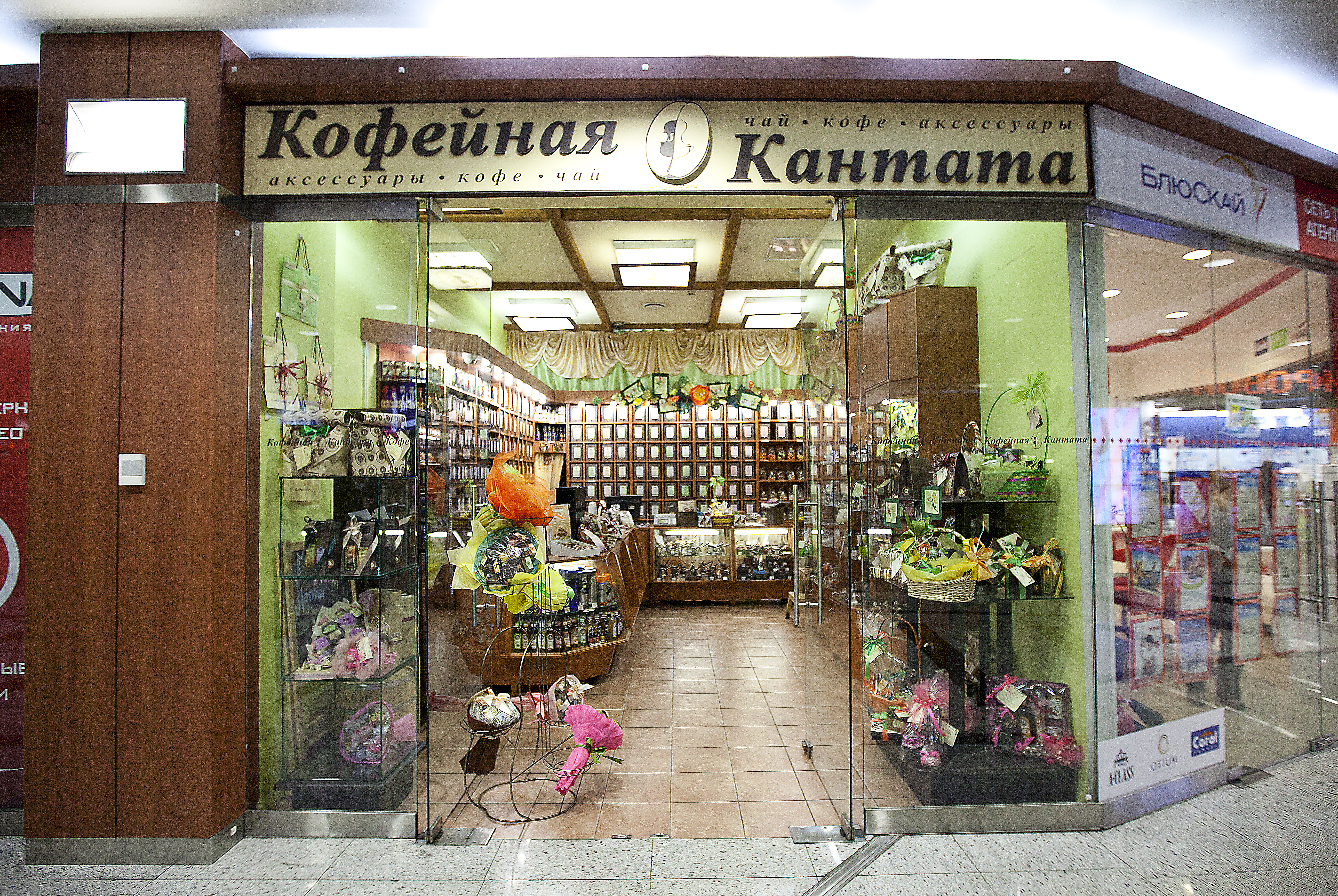
Een van de winkeltjes in het station

## Ligging en ontwerp
Het station ligt onder de Novosjtsjoekinskajastraat ter hoogte van de Academicus Botsjvarstraat. Het perron is aan de noordkant met een vaste trap verbonden met een verdeelhal en een voetgangerstunnel, aan de zuidkant zijn drie roltrappen, van het type LT5, beschikbaar voor de verbinding met een verdeelhal. De zuidelijke verdeelhal is eveneens verbonden met een voetgangerstunnel die toegangen heeft aan weerszijden van de Maarschalk Vasilevskistraat, waarvan één op de hoek met de Sjtsjoekinskajastraat. De toegangspoortjes staan tussen de verdeelhallen en de voetgangerstunnels. Gedurende de aanleg van de tunnel (1972-1975) tussen Sjtsjoekinskaja en Oktjabrskoje Pole werd ook een nieuwe bouwmethode ontwikkeld. In verband met de bodemgesteldheid in Moskou met een groot aandeel zand werden de tunnels meestal met de openbouwputmethode gebouwd of de passage onder gebouwen vermeden in verband met instortingsgevaar. Voor deze tunnels werden ronde betonelementen in de grond gedrukt, waarbij een hoog tempo werd aangehouden om te voorkomen dat de elementen aan te grote druk zouden worden blootgesteld. Er werden geen metalen elementen gebruikt en de elementen werden met een mengsel van bitumen onderling verbonden. Hierdoor werd de bouw aanzienlijk versneld en een grote besparing aan bouwmaterialen bereikt. De architecten N.A. Aljosjina, N.K. Somojlova en M.N. Aleksejev ontwierpen het ondiep gelegen zuilenstation op 13 meter diepte op basis van de zogeheten duizendpoot, een standaardontwerp uit 1961. De 80 zuilen zijn in twee rijen op het perron geplaatst met een onderlinge afstand van 4 meter. De zuilen zijn bekleed met gazganmarmer een voorzien van aluminium sierstrippen. De tunnelwanden werden, in afwijking van het standaardontwerp, niet betegeld maar voorzien van golfplaten van geanodiseerd aluminium en brons van 1 meter breed en 3,9 meter hoog. Deze beplating is in 1991 nogmaals toegepast in station Vladykino. Verder is het station opgesierd met een paneel met afbeeldingen van in de jaren 70 nieuw gebouwde panden in Moskou. Het perron bestaat uit grijze en roze-grijze, granieten platen en over de hele lengte van het perron ligt een lijn van labradoriet in de vorm van een blokgolf. De verdeelhallen hebben wanden en kolommen van boerovsjina-marmer met sierroosters van geanodiseerd metaal in koperkleur. De vloeren bestaan uit grijs-roze graniet uit de Voeoksagroeve.

## Reizigersverkeer
Gemiddeld maken 93.500 reizigers per dag gebruik van het station. Doordeweeks kunnen deze vanaf 5:51 uur vertrekken richting het centrum, op even dagen in het weekeinde is dat 5:50 uur, op oneven dagen om 5:43 uur. In noordelijke richting is op even dagen doordeweeks het eerste vertrek om 5:47 uur en in het weekeinde om 5:45 uur, Op oneven dagen is dit respectievelijk om 5:44 uur en 5:51 uur. Op 21 november 2019 werd lijn D2 van het stadsgewestelijk net (MCD) van Moskou geopend, die onder meer over de Riga-spoorweg loopt. Deze spoorlijn loopt langs de noordrand van het stationsplein maar de halte Pokrovskoje-Stresjnevo lag 900 meter oostelijker. Ten behoeve van de overstap tussen de metro en de MCD is op 25 juni 2021 een nieuw station aan het stationsplein geopend ter vervanging van Pokrovskoje-Stresjnevo.

## Kunst
Het station is het onderwerp van het tweede deel Metro van de rampentriologie van Dmitri Safonov uit 2005. Tijdens de bouw van het station werden de scènes van de oudejaarsavond uit de film Drie dagen in Moskou in het station opgenomen.